# 2018년 알제리 공군 Il-76 추락 사고
2018년 4월 11일 알제리 보우파리크 보우파리크 공항 근처에서 군용기가 추락한 사고가 발생하였다. 알제리 공군 소속 일류신 Il-76가 이륙 직후 추락하였으며, 승객과 승무원 257명이 전원 사망했다. 알제리의 역사상 최악의 항공 사고이며, 알제리 항공 5017편 추락 사고보다 더 많은 사망자를 냈다.